# Martina Tjeenk Willink
Mr. Martina Tjeenk Willink (Batavia, 5 juni 1905 - Lochem, 27 februari 1992) was een Nederlandse juriste en politicus.

## Biografie
Tjeenk Willink was een lid van de familie Tjeenk Willink en een dochter van schooldirecteur dr. Herman Diederik Tjeenk Willink (1870-1962) en Martina Telders (1869-1961). Ze studeerde in 1931 af in Nederlands recht aan de Rijksuniversiteit Leiden. Daarna had ze verschillende functies in het maatschappelijk werk, eerst als volontair bij de Armenraad te 's-Gravenhage, vanaf 1940 als secretaris van die instelling te Arnhem, hetgeen ze bleef tot 1950. Ze was vanaf 1945 ook secretaris-generaal van de bestuursraad van het Nederlands Volksherstel.
Tjeenk Willink werd in 1946 lid van de Eerste Kamer der Staten-Generaal, hetgeen ze bijna 25 jaar zou blijven. In die kamer was ze woordvoerster sociale zaken, justitie en maatschappelijk werk van de PvdA-fractie. In 1956 werd ze gepolst om minister van Maatschappelijk Werk te worden maar weigerde omdat ze zichzelf te weinig politiek vond.
Vanaf 1946 was ze ook algemeen secretaris en hoofd van het bureau van de Nederlandse Vereniging voor Maatschappelijk Werk (en de rechtsopvolgers), een functie die ze tot 1966 zou vervullen.
Tjeenk Willink werd een vriendin van prinses Juliana, nadat ze in 1927 was gevraagd haar als lid van de Vereniging voor Vrouwelijke Studenten te Leiden te begeleiden. Ze probeerde ook te bemiddelen in de affaire-Greet Hofmans.
- Biografisch Portaal: 13082906
- International Standard Name Identifier: 0000 0000 2824 0197
- Library of Congress Control Number: n85376353
- Nederlandse Thesaurus van Auteursnamen: 071563075
- Parlement.com: vg09llat6syo
- Virtual International Authority File: 13775424
- WorldCat: E39PBJhmMVFcH9W6KbYXKhgh73